# Brokard
Święty Brokard (ur. XII w. we Francji, zm. ok. 1231 na Górze Karmel) – uważany za jednego z pierwszych mnichów na Górze Karmel. Miał utworzyć podwaliny pierwszej społeczności mniszej, posiadającej własną Regułę zakonną, o którą starał się u ówczesnego Łacińskiego patriarchy Jerozolimy Alberta z Avogadro. Różne szczegóły z jego życia są legendarne.

## Historia
Prawdopodobnie był Francuzem, przybyłym do Ziemi Świętej wraz z wyprawą krzyżowa, po której zakończeniu przyłączył się do grupy eremitów na Górze Karmel. Przełożony tej społeczności, św. Bertold, zmarł około roku 1195 i Brokard został wybrany jego następcą.
Około 1207 Brokard zwrócił się do Alberta z Avogadro, legata papieskiego i łacińskiego patriarchy Jerozolimy, o pomoc w opracowywaniu reguły wspólnego życia mnichów na Karmelu. Albert, obserwując życie mnichów spisał krótki dokument, składający się z 16 rozdziałów. Dokument skierowany jest do członka społeczności znanej tylko jako „brat B.” (tradycyjnie związanego z Brokardem, chociaż nie istnieją historyczne dowody, które jasno by to określały). Nadanie Reguły rozpoczęło prawne działanie Zakonu.
Tradycja mówi, że Brokard był doskonałym znawcą Pisma Świętego i Albert planował zabrać go do na obrady Soboru laterańskiego, ale został zamordowany zanim się odbył. Brokard zmarł około 1231. Jego kult został zatwierdzony przez kapitułę generalną z 1564 roku. Wspomnienie zostało usunięte wraz z reformą brewiarza w 1585 roku, ale podjęte na nowo w 1609 roku; i właściwe wnioski zostały zatwierdzone przez Kongregacji Obrzędów w 1672. Jego święto było ponownie tłumione.

## Ikonografia
Brokard jest przedstawiany tradycyjnie w karmelitańskim habicie, czasem z płaszczem w brązowo-białe pasy z regułą w dłoni.